# Empis xochitl
Empis xochitl är en tvåvingeart som beskrevs av Wheeler och Axel Leonard Melander 1901. Empis xochitl ingår i släktet Empis och familjen dansflugor. Inga underarter finns listade i Catalogue of Life.